# Microsoft
A Microsoft Corporation a világ legnagyobb szoftvervállalata, 134 ezer alkalmazottat foglalkoztat a világ több mint 153 országában. Székhelye Redmondban, Washington államban van. A cég részvénye egyike annak a harminc részvényből álló kosárnak, amelyből a Dow Jones Ipari Átlagot számítják.
Magyarországi képviselete a Microsoft Magyarország Kft. A Microsoft széles körben fejleszt, állít elő, licencel és támogat szoftvertermékeket különböző számítástechnikai eszközökre. Legismertebb termékük a Windows operációsrendszer-család, mely szinte mindenhol megtalálható az asztali számítógépek piacán. A vállalat agresszív üzletpolitikája számos kormányvizsgálathoz vezetett, és az Egyesült Államok szövetségi bírósága vétkesnek találta monopolhelyzetével való visszaélés miatt.

## Története

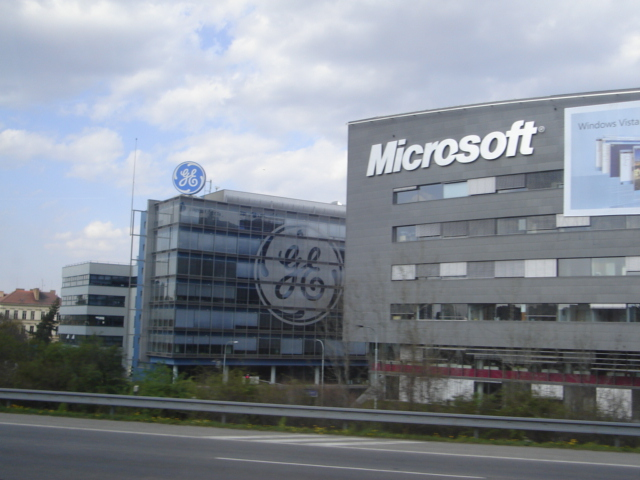
A Microsoft épülete Prágában

A Microsoftot Albuquerque-ben, Új-Mexikóban alapította 1975-ben Bill Gates és Paul Allen a Micro-soft név alatt, hogy BASIC-fordítóprogramokat fejlesszenek és árusítsanak. A „Micro-soft” (a microcomputer és a software szavak összevonása) nevet Bill Gates használta először egyik Paul Allennek címzett levelében 1975. november 29-én. A „Microsoft” 1976. november 26-án vált bejegyzett védjeggyé.
Ahogy a Microsoft BASIC népszerűsége nőtt, más gyártók átvették annak szintaxisát, hogy megőrizzék a már létező Microsoft BASIC-implementációkkal a kompatibilitást. Emiatt a Microsoft BASIC valóban szabványossá vált, és a termék uralta a saját piacát.
1980 végén az IBM-nek szüksége volt [forrás?] egy operációs rendszerre az új otthoni számítógépükhöz, az IBM PC-hez. A Microsoft Tim Paterson Seattle Computer Products nevű cégétől licencelte a QDOS rendszert, hogy eladhassa azt az IBM-nek az IBM PC szabványos operációs rendszereként. A Microsoft így megvásárolta a QDOS összes jogát 50 000 dollárért, és átnevezte MS-DOS-ra (Microsoft Disk Operating System – lemezes operációs rendszer). Ezt IBM PC-DOS 1.0-ként adták ki a személyi számítógép 1981-es bevezetésekor. Viszont az IBM-mel való szerződéskötéskor a Microsoft megtartotta azon jogait, hogy más számítógépgyártóknak MS-DOS néven licencelhesse a szoftvert. Az 1980-as évek elején hatalmas mennyiségű IBM PC-klón került gyártásra, és a Microsoft gyorsan reagált erre, így megalapozta vezető helyét az operációsrendszer-piacon.
A PC-hardveren futó szoftver nem volt feltétlenül jobb technikailag, mint a lecserélt alapszoftver, viszont sokkal olcsóbb volt. A Microsoft sikere a PC kirobbanására alapult.
A Microsoft ekkorra sokféle szoftverterméket gyártott, beleértve:
- a Microsoft Windows operációsrendszer-családot;
- fordítóprogramokat és értelmezőket különböző programozási nyelvekhez;
- szövegszerkesztőket, táblázatkezelőket és egyéb irodai szoftvereket.

Sok esetben a Microsoft-szoftverek első verziói tele voltak hibákkal, és versenytársaikénál jóval gyengébb minőségűek voltak, de a későbbi változatok gyorsan javultak, és később már a konkurenciánál több funkciót kínáltak kevesebb pénzért. A legjobb példa erre talán a WordPerfect, amely az 1990-es évek elején látszólag egyedül uralkodott a PC-s szövegszerkesztők piacán, de később a második helyen találta magát.
A szoftverek használhatósága igen fontos volt a Microsoftnak, és ez is hozzásegítette őket korai sikereikhez. Ennek néhány főbb aspektusa:
- Egységes felhasználói felület: az összes Microsoft-alkalmazás ugyanazokat a menüparancsokat, billentyűkombinációkat és folyamatokat használta a hasonló feladatokhoz. Így jóval kevesebb idő volt megtanulni egy másik szoftver használatát.
- Visszafele kompatibilitás: a Microsoft biztosította, hogy a régebbi kódok és adatok az újabb rendszereken is működni fognak. Ezzel ellentétben körülbelül 1986-ig néhány kiemelkedően fontos hardver–szoftvergyártó új gépeket vezetett be új operációs rendszerrel, úgy, hogy azok csak kicsit vagy egyáltalán nem voltak kompatibilisek az előzőekkel. Gyakori Microsoft-demó volt az, hogy régi Visicalc szoftvert futtattak újabb verziójú Windowson.
- Összekapcsolhatóság: általában, de főleg a Microsoft Office esetében az egyik Microsoft-alkalmazásban létrehozott adat más Microsoft-alkalmazásokba is átmozgatható.

A Microsoft sok pénzt és erőt ölt termékeinek és szolgáltatásainak kifejlesztésébe, integrálásába, hirdetésébe és értékesítésébe. Az ezredfordulóra a piac nem elhanyagolható részét a Microsoft szoftvertermékei uralták.
Magyar vonatkozású adat, hogy a cég egyik fő fejlesztője már a korai időktől 2002-ig Charles Simonyi volt. A Microsoft Imagine Cup 2014-es döntőjén a szegedi TEP csapat mozgásra serkentő ötletével egy tízezer dolláros díjat és egy húszezer eurós különdíjat kapott. A 2015-ös döntőn a magyar Mistory fejlesztő csoport nyerte meg a TechReady-s Microsoft-dolgozók közönségdíját, a „People’s Choice Awardsot”

## Termékek és szervezetek
A Microsoft sokféle szoftverterméket árusít. Ezen szoftverek közül sokat a cégen belül fejlesztettek, míg néhányat megvásároltak és módosították, hogy azt a Microsoft terjeszthesse. Utóbbi kategóriába tartozik például a Microsoft Project, projektkezelő csomag; a Visio diagramcsomag; és maga az MS-DOS, a cég sikerének alapja.
2002 áprilisában a Microsoft újraszerveződött hét alapvető üzleti egységbe, melyek közül mindegyiknek saját pénzügyei vannak, és szorosabb teljesítményellenőrzés az egységeken belül. Ezek az üzleti egységek:
- Windows ügyfél (Windows ügyfél-, kiszolgáló- és beágyazott operációs rendszerek)
- Információmunkás (irodai szoftvertermékek)
- Microsoft üzleti megoldások (üzleti szolgáltatások és folyamatalkalmazások)
- Kiszolgáló és eszközök (fejlesztői eszközök és integrált kiszolgálói szoftverek)
- Mobil- és beágyazott eszközök (kézi és telefonos eszközök)
- MSN (webalapú szolgáltatások)
- Otthon és szórakoztatás (otthoni felhasználói hardver és szoftver)

Ezeken kívül van még egy Macintosh üzleti egység – a Microsoft a legnagyobb gyártó az Macintoshra fejlesztett szoftverek körében.

### Windows ügyfél csoport
A Microsoft legfőbb terméke a Windows operációs rendszer. Sok változatban kiadták már, beleértve a legújabb változatokat, a Windows 11-et (2021) és a Windows Server 2022-t. A legtöbb IBM-kompatibilis személyi számítógépet előtelepített Windows-szal árusítják.
A Microsoft együtt adja az Internet Explorer webböngészőt és az Outlook Express e-mail ügyfelet a Windows-szal. Az Internet Explorer Windowshoz kapcsolása segített visszatartani a Netscape rivális termékét, a Netscape Communicatort. Ez utóbbi lépés szolgáltatta a Microsoft elleni antitrösztper legfőbb bizonyítékát 1998-ban.

### Információmunkás csoport
A Microsoft Office formálja a cég irodaiszoftver-vonalát. Az Office-ba többek közt beletartozik a Word szövegszerkesztő, az Access személyes adatbázis-kezelő, az Excel táblázatkezelő, az Outlook üzenetküldő és együttműködési szoftver (melyet főleg a Exchange kiszolgálóval használnak együtt) és a FrontPage webhelyszerkesztő program.
A Microsoft Apple Macintosh számítógépekre is készít Microsoft Office-t. A Mac-változatban egy Entourage nevű program van az Outlook helyett.
A Windowshoz hasonlóan az Office is monopóliumhoz közeli állapotban van sok téren. A legújabb Office-változat – ami egyben az Office Rendszer 2013 magja is – az Office 2016.

### Microsoft üzleti megoldások csoport
Az üzleti megoldások csoport (Business Solutions Group) 2001 áprilisában jött létre. Ez a csoport pénzügyi és üzletvezetési szoftvereket fejleszt cégek számára.

### Kiszolgáló és eszközök csoport
A Visual Studio fejlesztői rendszer a cég programozási eszközeit és fordítóprogramjait foglalja magában. Grafikus felhasználói felület köré orientált, és könnyen kapcsolható a Windows API-khoz, de különlegesen kell beállítani, ha nem microsoftos könyvtárakkal akarjuk együtt használni. A legnagyobb mérföldkő a Visual Studio életében a Visual Studio .NET volt, a legújabb változat a Visual Studio 2013.
A Windows Server képviseli a cég kiszolgálószoftver vonalát. A legújabb változat a Windows Server 2012.
A .NET egy nagyon fontos marketingkezdeményezés a Microsofttól, amely számos különböző technológiát takar. A Microsoft .NET-definíciója idővel folyamatosan bővül.

### Mobil- és beágyazott készülékek csoport
A Microsoft megpróbálta az erőteljes Windows márkát más piacokra is áttenni, az olyan termékekkel, mint például a Windows CE (személyi digitális segédeszközökhöz), és a „Windows rendszerű” okostelefon termékek. A Microsoft eredetileg a kézi eszközökhöz fejlesztett Windows CE-vel lépett be a mobilpiacra, mára azonban erre a Windows Phone-t használja. A Microsoft olyan vállalatokkal dolgozik együtt, mint a Hewlett-Packard, a Motorola és a Dell, hogy megfelelő operációs rendszert fejlesszen ki az eszközökhöz.
A Microsoft nemrég egy csapatba gyúrta a mobil csoportot és a beágyazott készülékek csoportját. A beágyazott rendszerekkel foglalkozó csoport az olyan készülékekre összpontosít, melyeknél az operációs rendszer nem feltétlenül látszik közvetlenül a végfelhasználó szempontjából (például autók esetében). A cég megvette a WebTV-t (ma MSN TV), ami egy televízió alapú internetes készülék.

### MSN csoport
Az 1990-es évek közepén a Microsoft elkezdte kiterjeszteni termékvonalát a hálózati számítógépes világra. 1995. augusztus 24-én elindította internetes szolgáltatását, az MSN-t (Microsoft Network), ami az AOL közvetlen konkurenciája lett. Az MSN vált a Microsoft összes internetes szolgáltatásának fedőszolgáltatásává.
1996-ban a Microsoft és az NBC amerikai hálózat közösen létrehozta az MSNBC-t, egy kombinált, 24 órás hír-televíziócsatornát és internetes hírszolgáltatást.
1997 végén a Microsoft megszerezte a Hotmailt, a legelső és legnépszerűbb webes e-mail szolgáltatást. MSN Hotmail néven folytatta útját, és ez volt az a platform, amiről elindították a Passportot, egy univerzális bejelentkezési szolgáltatást.
Az MSN Messenger azonnaliüzenet-küldő alkalmazást 1999-ben vezették be, az AOL Instant Messenger (AIM) versenytársaként. A később Windows Live Messenger néven elérhető programot 2013. április 8-án állították le, helyét a Skype vette át.

### Otthon és szórakoztatás csoport
A Microsoft árusít Windows PC-ken futó számítógépes játékokat is, melyek közt olyan nevek is vannak, mint az Age of Empires vagy a Microsoft Flight Simulator sorozat. Továbbá referenciával foglalkozó munkákat is gyártanak, köztük enciklopédiákat és atlaszokat Encarta név alatt.
A Microsoft 2001-ben az Xboxszal belépett a játékkonzolok piacára is, amit a Sony és a Nintendo dominált. Jelenleg csak a Sony PlayStation 2 konzolja előzi meg az Xboxot. A Microsoft saját videójátékait is fejleszti és terjeszti erre a konzolra, valamint az olyan gyártók is fejlesztenek Xboxra, mint például az Electronic Arts és az Activision.
További támogatottság érdekében a Microsoft sok céget vásárol fel. Az így bekebelezett cégeket a már régebben is létező Microsoft Game Studios csoportba rakja, és a játékok jogi nyilatkozatában is ez a név szerepel a fejlesztőcsoport mellett. 2005-ben a Microsoft átcsábított több japán fejlesztőt is, hogy olyan játékokat készítsenek, mint a méltán híres Final Fantasy sorozat. Ezzel akarják elérni, hogy a japán piacon is sikeres legyen az Xbox és a 2005 végén megjelent Xbox 360. 2014 szeptember 4-én megjelent Magyarországon az Xbox széria legújabb darabja, az Xbox One.

### Egyéb
A Microsoft hatalmas vagyonára főleg az MS-DOS révén tett szert. A Windows XP előtt a Windows NT és a Windows 2000 kivételével az összes Windows-verzió MS-DOS-ra épült.
A Microsoft Bob Windows 3.1-re készült programkezelő kiegészítő egy rövid életű, és sokak szemében nevetséges elképzelés volt.
Az 1980-as évek elején számos céggel együttműködve a Microsoft létrehozta az MSX otthoni számítógépes rendszert. Igen népszerűvé vált Japánban és Európában, de az IBM PC dominanciája egyre csak nőtt, így az MSX és a hozzá hasonló rendszerek fejlesztését megszüntették.
A Microsoft számos oktatási kezdeményezést is elindított, amelyek többválaszos vizsgákon alapulnak. Ezek révén olyan szakmabelieket tudnak képezni, akiknek főleg a Microsoft termékeiről vannak mélyreható ismereteik. Ezek közül a legismertebb az MCSE („Microsoft Certified Systems Engineer” – Microsoft okleveles rendszermérnök) képesítés.
A Microsoft ezen kívül számos számítástechnikával kapcsolatos hardvert is gyárt, többek közt egereket, billentyűzeteket, joystickeket és gamepadeket.
2015. június 2-án az amerikai Venturebeat képernyőmentést készített a microsoftwifi.com oldalról, amelyre feltehetőleg véletlenül kikerült a Microsoft új, Microsoft Wi-Fi nevű projektjének leírása. A kiszivárgott adatok szerint a vállalat új szolgáltatása 130 országban 10 millió wi-fi hotspottal tenné könnyebbé a felhasználóinak az internetezést.

## Üzleti kultúra

### A szoftverfejlesztő
A Microsoft üzleti kultúráját gyakran fejlesztő-központú kultúrának írják le. Igyekeznek olyan az egyetemről kikerülő fiatalokat toborozni, akik megfelelnek a szigorú követelményeknek. Később hasonló erőfeszítéseket tesznek, hogy ezen embereket a cégen belül tartsák. A fejlesztők 1-2 személyes irodákban dolgozhatnak, és feletteseik is közülük kerülnek ki. Míg például az IBM-nél az értékesítők a vállalat „sztárjai”, a Microsoftnál a szoftverfejlesztők kerülnek előtérbe. A TechReady a Microsoft fejlesztő csoportjainak közössége, akik bemutatják fejlesztéseiket, szolgáltatásaikat illetve technológiai javaslataikat juttatják el a Microsoft közösségéhez. A TechReady önálló díjat is létrehozott a technológiai innováció támogatására – a People's Choice Award-ot. 2015-ben az Imagine Cup 2015-ön a People's Choice Award-ot magyar csapat, a Mistory nyerte.

### "Mindenki egye a maga főztjét"
A kifejezés (angolul: "eating our own dog food") azt az irányelvet írja le, ami szerint a Microsoftnál kötelező a cég által fejlesztett termékeket használnia minden alkalmazottnak a mindennapi munka során. Ennek az irányelvnek az egyik hatása, hogy a fejlesztőknek olyan termékeket kell kifejleszteniük, amelyek a pillanatnyi igényeiknek felelnek meg, függetlenül a piac várható igényeitől.

### Óvatosság hosszú távon
A Microsoft hosszú távú stratégiai óvatosságra neveli a menedzsereit, akiktől elvárják, hogy készen álljanak bármilyen kihívására. A cég méretét nem tekintik garanciának a sikerre a jövőben. A jövő versenytársai jöhetnek más iparágakból. Előfordulhat, hogy egyes hardvergyártók megpróbálnak kitörni a Microsofttól való függőségükből, esetleg a vásárlók úgy dönthetnek, hogy nem frissítik szoftvereiket a kívánt gyakorisággal.
A Microsoft éberséget és az új piacokon való dinamikus terjeszkedés fenntartását követeli meg a menedzsereitől.

## Monopolhelyzet és más jogi kérdések
A Microsoft igen erős monopolhelyzetet élvez az operációs rendszerek piacán. Ez akkor kezdődött, amikor majdnem mindegyik eladott asztali számítógépben előre fel volt installálva a Microsoft Windows.
A '90-es években a Microsoft egy olyan licencet talált ki, amelynek során a számítógépgyártók kötelesek voltak fizetni egy MS-DOS licencért, még akkor is ha egy másik operációs rendszerrel működött a számítógép. Ezenkívül ragadozó taktikát is alkalmaztak az árban, hogy kiszorítsák a konkurenciát a piacról, és technikai gátakat szabtak, hogy a konkurens cégek termékei ne működjenek a Windowson. A Szövetségi Igazságszolgáltatói Szerv 1993. augusztus 21-én úgy ítélte, hogy ez illegális, továbbá ennek következményeként 1994. július 15-én a Microsoft belement, hogy más dolgokkal karöltve nem fogja szabotálni más cégek nyújtotta programokat a Windowsban, és többet nem fogja ebben a tekintetben a saját malmára hajtani a vizet.
Miután a késői '90-es években kiadták az Internet Explorer webböngészőt, a Windows számára, és elértek egy igen említésre méltó piaci részesedést a webböngészők piacán, a Microsoft antitrust caset alkották meg és hozták fel a Microsoft ellen, így a céget megvádolta az Egyesült Államok államszövetségi bírósága, hogy nem tartotta be az előzőleg általa is elfogadott rendeletet, és hogy visszaélt a monopolhelyzetével, az asztali számítógépek piacán. A bíró a Microsoft kettéosztását javasolta, ám később a cég peren kívül megegyezett az Igazságügyi Minisztériummal. Ám a mai napig maradt az üggyel kapcsolatosan letisztázatlan vádpontok.

## Kritika
A Microsoftot számos kritika érte, különösen az 1980-as évek óta. A legtöbb vitát kiváltó területek a következők:
- Kezelhetőség: kritikusai szerint a Microsoft termékeinek felhasználói felülete sokszor túl komplikált, aminek következményeképp egy újabb rétegre, az interaktív "varázslókra" van szükség a megfelelő működéshez.
- Biztonság: a Microsoft termékei az általános vélekedés szerint fokozottan sérülékenyek a számítógépes vírusokkal és a rosszindulatú támadókkal szemben.
- Üzleti gyakorlat: sokak szerint a Microsoft tisztességtelen és a versenyt gátló üzleti stratégiákat alkalmaz. Ezt trösztellenes vizsgálatok tényekkel is alátámasztották, és a Microsoft számos pert veszített versenytársaival szemben programkódok illetéktelen felhasználása, tisztességtelen árazás és licencelés, vagy a Microsoft operációs rendszereinek szándékos inkompatibilissé tétele miatt az ő termékeikkel szemben.
- Felhasználási költségek (TCO): a Microsoft termékei bírálói szerint drágábbak, és nagyobb költséget jelent használatuk és fenntartásuk, mint versenytársaié. Habár a személyi számítógépek ára csökkent, a Microsoft Windows-é nem.

## A jövő
Legutoljára megjelent verzió a Windows operációs rendszerből a Windows 11 nevet viseli. Ez az operációs rendszerek fejlődésének továbblépése, a Windows 10 -hez képest. Az újdonságok között szerepel a Windows Store, a továbbfejlesztett csempés felhasználói felület (eredetileg Metro lett volna a felület neve, de egy per miatt átnevezték Modern felhasználói felületre), fejlettebb alkatrészek (processzorok, videókártyák) támogatása, a merevlemezek virtuális összevonása, és a barátságosabb kékhalál, a Microsoft Edge, Illetve a Windows 8.1-hez képest ez egy sokkal letisztultabb rendszer.
A Microsoft dolgozik azon, hogy növelje befolyását a jelenleg elterjedt sikeres operációs rendszerének segítségével. Ezt úgy teszi, hogy új irányokba is terjeszkedik abban, mint a Media Player, szerverprogramok, kéziszámítógép-eszközök, és videójátékok, ezenfelül még az utóbbi időben több-kevesebb sikerrel próbálkozott keresőszoftverekkel is. A Microsoft most úgy próbálja az otthoni személyi számítógépet a felhasználók számára beállítani, mint egy Windows XP Media Centert, az otthoni szórakozás központját.
Ez lassan már úgy néz ki, mint a szoftverek használatának periodikus licenc modellje. A Microsoft jelenlegi bevétele függ a folyamatost frissítést vásárló felhasználóktól, de ez mindinkább bonyolultabbá válik, ahogy minél több felhasználó a régebbi szoftvercsomagot használja. Az előfizetési rendszerben a felhasználóknak éves díjat kell fizetniük a Microsoft szoftvereinek használatáért.
Az alapoktól a mai Microsoft vezetőség megjegyzi, ezek a kísérletek megjelennek a mai élénkülő piacon, helyzetük függ a termékük minőségétől és javítócsomagjaitól, hogy mindezeket magas színvonalon és mindinkább alacsony áron szolgáltassa. 
A befektetők aggodalma között nem lesz nehéz életben tartani a célul kitűzött növekedési nagyságot. A Microsoft 2004 júliusában kijelentette 30 milliárd dolláros (átszámítva 6300 milliárd forint) nyereséget szeretne elkönyvelni az azt követő 4 év alatt. Emellett még bejelentették, hogy egy speciálisan még 32 milliárd dollárral (átszámítva 6720 milliárd forint) szeretnék növelni a Microsoft részvényeinek értékét, és így a történelemben még soha nem látott módon, a legnagyobb alaptőkével rendelkezne a cég.